# Distocia de hombros
La distocia de hombros ocurre cuando, después del parto vaginal de la cabeza, los hombros del bebé quedan atrapados por encima del hueso púbico de la madre. Los signos incluyen la retracción de la cabeza del bebé hacia la vagina, lo que se conoce como "signo de la tortuga". Las complicaciones para el bebé pueden incluir lesión del plexo braquial o fractura de clavícula. Las complicaciones para la madre pueden incluir desgarros vaginales o perineales, hemorragia posparto o ruptura uterina.
Los factores de riesgo incluyen diabetes gestacional, antecedentes de la afección, parto vaginal operatorio, obesidad en la madre, un bebé demasiado grande y anestesia epidural. Se diagnostica cuando el cuerpo tarda en salir más de un minuto luego del parto de la cabeza del bebé. Es un tipo de parto obstruido.
La distocia de hombros es una urgencia obstétrica. Uno de los esfuerzos iniciales para liberar los hombros consiste en colocar a la mujer boca arriba levantando y separando las piernas mientras se presiona el abdomen por encima del hueso púbico y haciendo un corte en el perineo. Si este primer esfuerzo no resulta efectivo, se puede intentar rotar manualmente los hombros del bebé o colocar a la mujer a cuatro patas. La distocia de hombros ocurre en aproximadamente 0,4% a 1,4% de los partos vaginales. La muerte como resultado de la distocia de hombros es muy poco común.